# Nitrosomonadales
Die Nitrosomonadales sind Bakterien und bilden eine Ordnung innerhalb der Betaproteobacteria. Man findet in dieser Ordnung eine Vielfalt von Stoffwechselwegen und Zellgestalten in sehr unterschiedlichen Habitaten. Die Familie Nitrosomonadaceae besteht aus nitrifizierenden Bakterien. Mitglieder dieser Familie oxidieren Ammoniumionen zu Nitrit. Die Gattung Gallionella der Familie Gallionellacea lebt chemolithotroph, sie oxidiert Eisen und nutzt keine organischen Substrate zur Energiekonservierung. Sie gehört zu der Gruppe Eisenbakterien. Spirillum ist durch seine spiralförmige Zellgestalt gekennzeichnet.

## Systematik
Es folgt eine Liste einiger Familien und Gattungen (Stand September 2022):
- Gallionellaceae Henrici & Johnson 1935
  - Ferrigenium Khalifa et al. 2018
  - Ferriphaselus Kato et al. 2014
  - Gallionella Ehrenberg 1838
- Methylophylaceae Garrity et al. 2006
  - Methylovorus Govorukhina & Trotsenko 1991 emend. Doronina et al. 2005[2][3]
- Nitrosomonadaceae Garrity et al. 2006
  - Nitrosomonas Winogradsky 1892
  - Nitrosospira Winogradsky & Winogradsky 1933
- Spirillaceae Migula 1894
  - Spirillum Ehrenberg 1832
- Sterolibacteriaceae Boden et al. 2017
- Sulfuricellaceae Watanabe et al. 2015
- Thiobacillaceae Boden et al. 2017
  - Annwoodia Boden et al. 2017
  - Sulfuritortus Kojima et al. 2017
  - Thiobacillus Beijerinck 1904 emend. Boden et al. 2017

Einige Synonyme und umstrittene Stellungen:
Die Ordnung Spirillales, unter der die Gattung Spirillum als Typus gestellt werden sollte, ist unter Mikrobiologen umstritten. Nach aktuellem Stand wird Spirillum als einzige Gattung der Familie der Spirillaceae in der Ordnung Nitrosomonadales geführt. Nitrosolobus ist ein Synonym für Nitrosospira.
„Nitrosovibrio“ Harms et al. 1976 ist keine anerkannte Bakteriengattung, lediglich ist bei Nitrosospira tenuis das Synonym „Nitrosovibrio tenius“ (sic) geführt. Synonyme für Gallionella ferruginea sind Spirillum ferrugineum, Chlamydothrix ferruginea und Spirophyllum ferrugineum.

## Kurzbeschreibung der Gattungen
Nitrosomonadaceae: In dieser Familie besteht eine große Vielfalt von Zellformen. So sind bei der Gattung Nitrosomonas einzelne oder kurze Ketten von stäbchen- oder kugelförmigen Zellen vorhanden. Nitrosomonas kommt in Waldböden, eutrophen Gewässer oder auch im Meer vor. Die Zellformen von Nitrosolobus sind pleomorph, die Arten kommen in Ackerböden vor und sind auch im Süßwasser auffindbar. Die Zellen von Nitrosovibrio sind meist gekrümmten Stäbchen. Nitrosovibrio wurde meist aus oligotrophen Böden isoliert und auch auf Steinen gefunden. Nitrosospira hat spiralförmige Zellen mit 3–20 Umdrehungen, auch kugelförmige Zellen kommen vor. Nitrosospira wurde u. a. in Waldböden und auf Gesteinsoberflächen, selten auch in Süßwasser gefunden.
Spirillaceae: Nur eine Gattung, Spirillum ist beschrieben. Es handelt sich um starre, gekrümmte spiralförmige Zellen die bipolar, polytrich (büschelarig) begeißelt sind. Die Zellen sind relativ groß, 1,4–1,7 × 14–60 µm. Die Bakterien kommen in stehendem Süßwasser mit geringen Sauerstoffgehalt vor. Sie bauen verschiedene organische Stoffe ab, Kohlenhydrate werden allerdings nicht genutzt.
Gallionellaceae: Hierzu zählen die Gattungen Gallionella und Ferriphaselus. Die Zellen von Gallionella sind bohnen- oder stäbchenförmig und bestielt. Das Bakterium ist mit einer Flagellate polar begeißelt. Es ist chemolithotroph und mikroaerob, es nutzt CO2 als Kohlenstoffquelle und gewinnt durch Eisenoxidation Energie. Sie lebt in eisenhaltigen Gewässern und Grundwasser mit geringen Sauerstoffgehalt. Nitrosospira multiformis steht Gallionella phylogenetisch am nächsten.
Die Familie Thiobacillaceae wurde im Jahr 2017 neu aufgestellt. Hierzu zählen Thiobacillus, Annwoodia und Sulfuritortus. Thiobacillus wurde aufgrund von Untersuchungen der  16S rRNA und anderen chemotaxonomischen Merkmalen von der früher geführten Stellung innerhalb der Familie Hydrogenophilaceae   in die neu aufgestellte Familie Thiobacillaceae transferiert. Die Art Thiobacillus aquaesulis wurde zu der neu aufgestellten Gattung Annwoodia gestellt.